# マレー・ケンプ
マレー・ケンプ (Murray Chilvers Kemp、1926年5月15日 - 2021年9月5日)は、オーストラリア人の経済学者で、ニューサウスウェールズ大学名誉教授及び神戸大学名誉教授。専門は国際貿易論。

## 経歴
1926年にオーストラリアのビクトリア州に生まれ、1946年にメルボルン大学から学士号を、1949年に同大学から修士号を取得する。さらに1955年にジョンズ・ホプキンズ大学から博士号を取得する。指導教官はエブセイ・ドーマーであった。その後カナダのマギル大学に准教授として就職し、1959年までマギルで教鞭をとる。マサチューセッツ工科大学に客員准教授として滞在し、ポール・サミュエルソンやロバート・ソローと親交を持つ。その後ニューサウスウェールズ大学に教授として移籍する。コロナ禍の2021年9月に逝去し、追悼会はロックダウン緩和後に行われることが周知されている。
1959年から2002年の間に、ヨーロッパ、アメリカ、日本などの大学で在外研究を行った。International Economic Review, Journal of International Economics, Review of International Economics, Bulletin of Economic Researchの編集者も務めた。

## 業績
キャリアを通じて500篇以上の論文を執筆した。ヘクシャー＝オリーン・モデルに可変労働供給、規模の経済、労働組合をなどを導入してモデルを拡張した。関税同盟下での貿易の利益を考えた。また、幼稚産業保護論において保護が正当化される基準を提示し、ケンプの基準として知られている。アロー・ドブリュー経済において補償原理について考察した。関税同盟締結後も域外国の厚生を悪化させないような補償原理が存在することを示した定理は、ケンプ＝ワンの定理（あるいは大山道広の貢献も加えて大山＝ケンプ＝ワンの定理）と呼ばれる。
1964年にはThe Pure Theory of International Tradeという題目の大学院レベルの教科書を上梓した。ポール・サミュエルソンは、国際貿易論を厳格な理論に押し上げた経済学者の1人としてマレー・ケンプを挙げている。

## 日本との繋がり
2001年に神戸大学から名誉博士号を授与されている。下村耕嗣、大川昌幸、太田博史など日本人研究者を育てた。